# Diseñando el alma
Diseñando el Alma es el primer trabajo del grupo de metal segoviano Ktarsis.
Este trabajo fue realizado enteramente producido durante el año 2005 en Segovia en los estudios "Grabaciones Akapón", año en que salió también a la luz.

## Temas
- 1. Factoría (Intro)
- 2. Por qué?
- 3. Original
- 4. Quiero Despertar
- 5. Grito en el Silencio
- 6. Último Aliento
- 7. Escúchame
- 8. Aprende a Vivir

## Intérpretes
- Carlos Huerta (Guitarra y voz)
- Rodrigo Viloria (Guitarra y coros)
- Alfredo Criado (Bajo)
- Héctor Fuertes (Batería)
- Raúl Gómez (Teclados, sintetizadores y coros)

## Miembros deKtarsis
- Carlos Huerta (Guitarra y voz)
- Rodrigo Viloria (Guitarra y coros)
- Raúl Gómez (Teclados, sintetizadores y coros)
- Alfredo Criado (Bajo)
- Pablo Collazo (Batería)